# Lynndyl
Lynndyl – miasto w Stanach Zjednoczonych, w stanie Utah, w hrabstwie Millard.